# Cymbidium munronianum
Cymbidium munronianum là một loài thực vật có hoa trong họ Lan. Loài này được King & Pantl. mô tả khoa học đầu tiên năm 1895.